# Vredefort-kráter
A Vredefort-kráter (ejtsd: frédefort) a Föld legnagyobb átmérőjű, igazoltan becsapódásos eredetű krátere. Emellett a második legrégebbi is. Átmérője legalább 300 km, amivel majdnem kétszeresen meghaladja a híres Chicxulub-kráter átmérőjét. Körülbelül 2,023 milliárd éve keletkezett a paleoproterozoikum közepén, viszonylag kis hibahatárral (±4 millió év). 2005-től a világörökségi helyszínek egyike. Dél-Afrikában, a Dél-afrikai Köztársaság Szabadállam tartományában helyezkedik el a Vaal folyó völgyében. Központi medencéje Vredefort-dóm néven ismert.

## Képződése, jellemzői

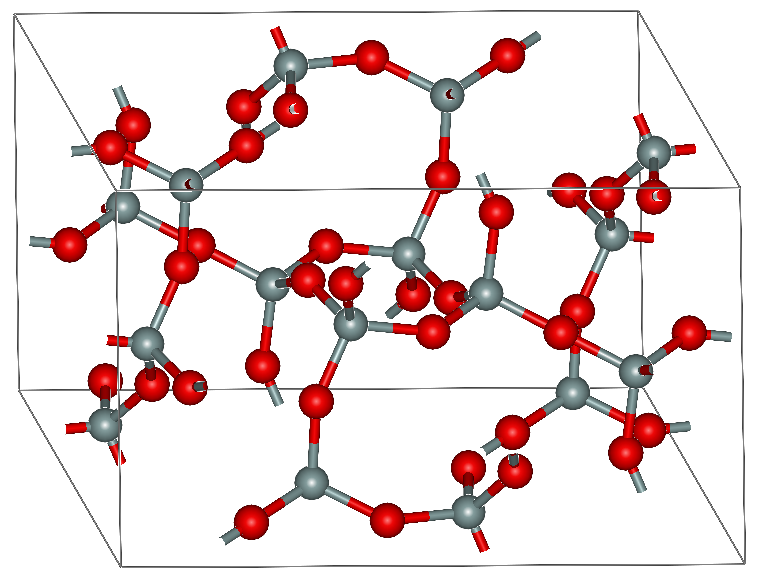
A coesit nevű sokkolt kvarcszerkezet (SiO_{2} összegképlet). A piros gömb az oxigén, a szürke a szilícium. Jól láthatók a felszakadt SiO_{4} tetraéderek.

A Vredefort-krátert egy 5–10 km átmérőjű meteorit ütötte, bár a Chicxulub-meteorit fele ekkora kráterét ugyanilyen méretű meteoritra vezetik vissza. A becslések szerint 70 000 km³ térfogatú objektum volt, ami 100 millió megatonna TNT robbanásának megfelelő energiával csapódott be.
A becsapódás óta nagyon hosszú idő telt el, így a kráternek csak egy kis része felismerhető. Akár 8–10 km-nyi felszíni üledék is lepusztulhatott róla, a mai gyűrt szerkezet az egykori kőzetanyag mélyén volt, a koncentrikus szerkezet ebből ismerhető fel. A Vredefort egyike a kevés földi többszörös gyűrűs szerkezetnek, bár a Naprendszerben sok ilyen ismert. Hasonló a Valhalla-kráter a Callisto nevű Jupiter-holdon, de a Holdon is több van. Az elmúlt kétmilliárd év geológiai folyamatai (hegységképződés, talajerózió stb.) nagy részét felismerhetetlenné tették.
A még látható gyűrűs szerkezetet kiegészítve 250–300 km átmérőt mértek, ám könnyen lehet, hogy eredetileg ennél is nagyobb volt. A 2023 millió évre tett kora 300 millió évvel a Suavjärvi-kráter utáni időpont. Az 1990-es évekig a központi krátert vulkáni eredetűnek gondolták, ám ekkor a Vaal völgyében felfedezték a becsapódási breccsát, ami egyértelmű bizonyítékkal szolgált a becsapódásos eredetre. A dóm legkorábbi kőzetei a korai proterozoikum gneisze és granulitja, amely körül viszonylag homogén, újabb keletkezésű gránit és gneisz összletek vannak. A granulit mutatja azt, hogy magas hőmérséklet alá került, majd lassan kihűlt. A lassú hűlés oka az, hogy legalább 7 km mélységben volt. E két zóna mellett metamorf kőzetek (migmatitok, alumíniumos gneisz, és charnockit) található. A mag körül üledékek és vulkanitok váltakoznak, amik a neoproterozoikum során képződtek és általában ultrabázikus, alkáli kőzetek.
A Bushveld-masszívum intruzív magmás összletei (Bushveld Igneous Complex, BIC, gabbró, peridotit és gránit), benne a mai Witwatersrand-medence érctelepei körülbelül egyidősek a kráterrel. Ebből azt a következtetést vonják le, hogy a Vredefortot ütő meteorit elég nagy volt ahhoz, hogy felszakítsa a kérget, vagy meggyengítse annyira, hogy kiterjedt vulkanizmust indítson be. A BIC rendelkezik a platinacsoport fémeinek legnagyobb bányászható készletével, a Witwatersrand-medence valószínűleg a Föld legnagyobb aranykészletét tartalmazza. Az érctelérek keletkezése a Sudbury-medence (szintén meteoritkráter) réz és nikkel teléreinek keletkezésével azonos folyamat.
A krátert 2005-ben felvették a világörökségi helyszínek közé, mivel jelenleg az ingatlanfejlesztés és a Vaal folyó erős szennyezettsége veszélyezteti. További fontos momentum a bányászati engedélyek kiadásának szabályozása is.

## Lásd még
- becsapódási kráter
- afrikai becsapódási kráterek listája